# Indiscreet (film 1931)
Indiscreet è un film del 1931 diretto da Leo McCarey. Prodotto da Joseph Schenck, fu distribuito dalla United Artists uscendo nelle sale il 16 maggio 1931.

## Produzione
Il film fu prodotto dalla Feature Productions per la Joseph M. Schenck Productions, girato negli studi dell'United Artists al 7200 Santa Monica Boulevard di Hollywood.

## Distribuzione
Presentato da Joseph M. Schenck e distribuito dall'United Artists, il film uscì in sala il 16 maggio dopo una prima tenuta il 25 aprile 1931.

### Data di uscita
- USA	25 aprile 1931	 (première)
- USA	16 maggio 1931

Alias
- Careless Heart	USA (titolo di lavorazione)
- Indiscret	Francia
- Indiscreta	Spagna
- Indiszkrét	Ungheria